# 穆特峰 (奧茨塔爾阿爾卑斯山脈)
46°42′45″N 11°07′19″E / 46.712384°N 11.121864°E

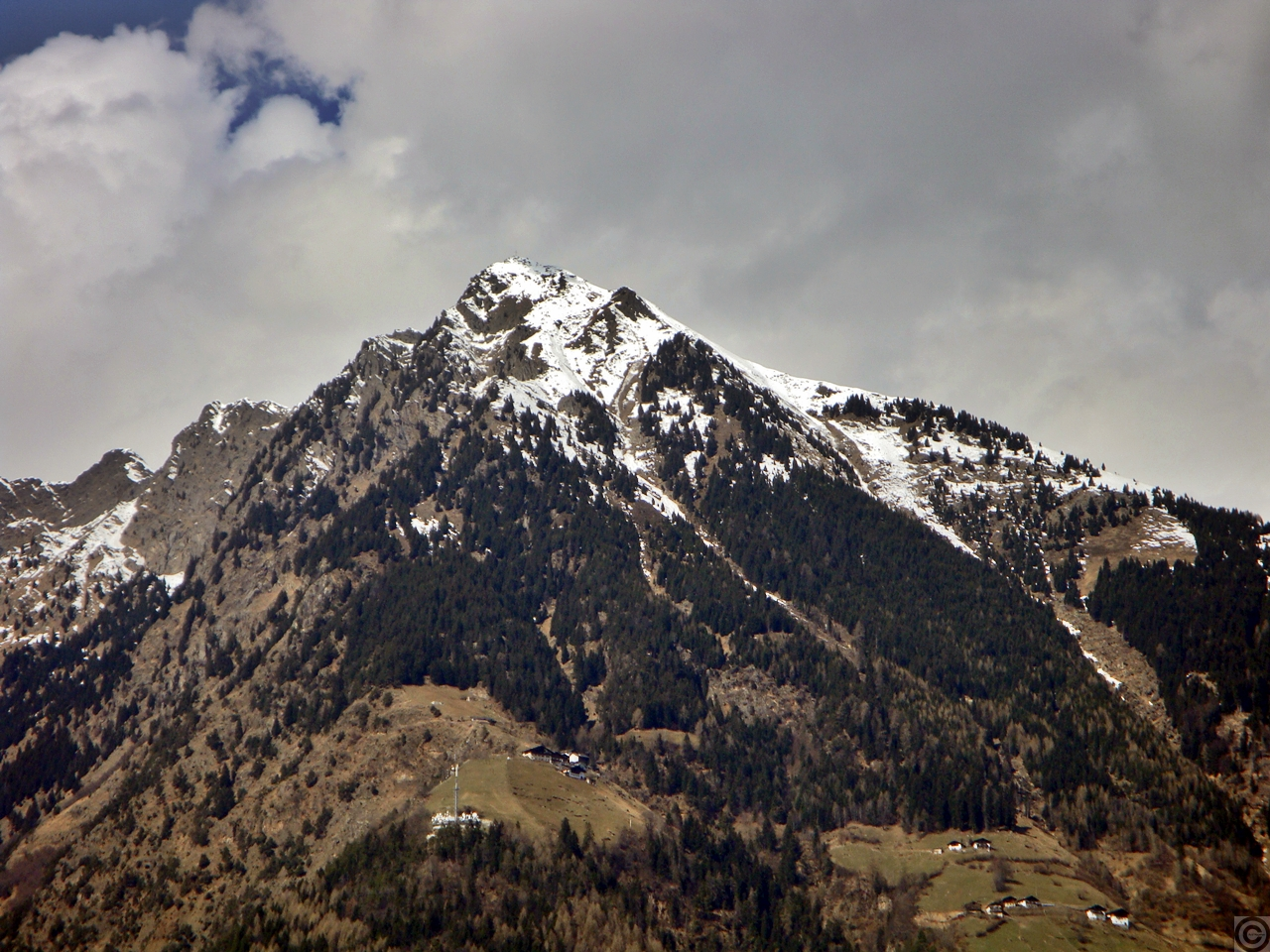

穆特峰（義大利語：Monte Muta），是意大利的山峰，位於該國東北部，由博爾扎諾-南蒂羅爾自治省負責管轄，屬於奧茨塔爾阿爾卑斯山脈的一部分，處於梅拉諾以北，海拔高度2,291米。